# 亞赫羅馬河

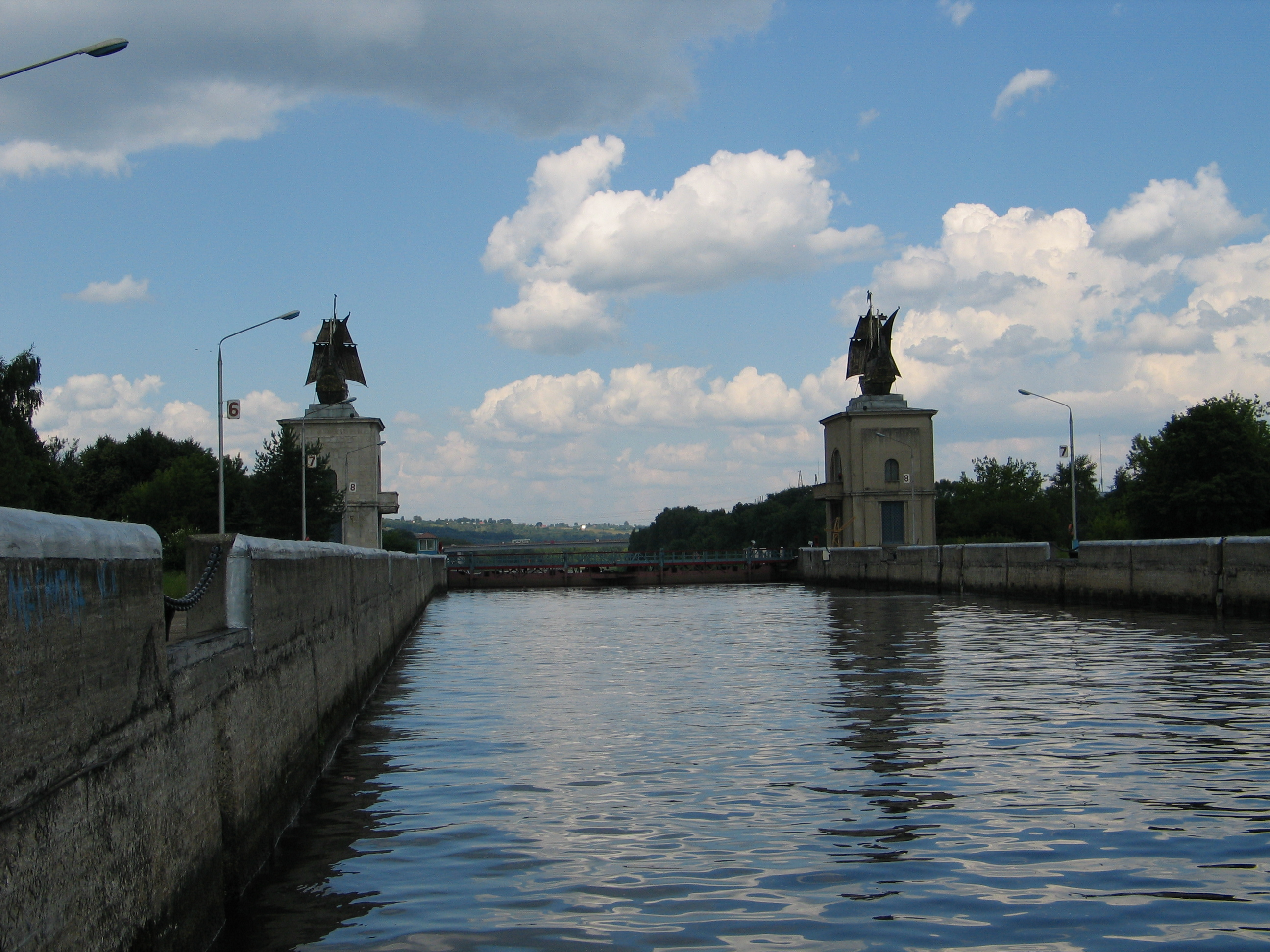
亞赫羅馬河

亞赫羅馬河（俄语：Яхрома），是俄羅斯的河流，位於該國西部莫斯科州，屬於謝斯特拉河的右支流，河道全長54公里，流域面積988平方公里，河畔城鎮有德米特羅夫和亞赫羅馬。